# Bob Dylan's Greatest Hits
Albums de Bob Dylan
Blonde on Blonde
(1966) John Wesley Harding
(1967)
Bob Dylan's Greatest Hits est une compilation de Bob Dylan parue en 1967. Il se classe parmi ses meilleures ventes, étant notamment certifié cinq fois disque de platine aux États-Unis.

## Titres
Toutes les chansons sont écrites et composées par Bob Dylan.
| 1. | Rainy Day Women No. 12 & 35   | 4:40 |
| 2. | Blowin' in the Wind           | 2:51 |
| 3. | The Times They Are a-Changin' | 3:16 |
| 4. | It Ain't Me, Babe             | 3:38 |
| 5. | Like a Rolling Stone          | 6:12 |

| 6.  | Mr. Tambourine Man          | 5:31 |
| 7.  | Subterranean Homesick Blues | 2:22 |
| 8.  | I Want You                  | 3:09 |
| 9.  | Positively 4th Street       | 4:12 |
| 10. | Just Like a Woman           | 4:53 |